# Francon
Francon település Franciaországban, Haute-Garonne megyében. Lakosainak száma 239 fő (2022. január 1.). Francon Montégut-Bourjac, Lescuns, Lussan-Adeilhac, Mondavezan, Montoussin, Samouillan és Terrebasse községekkel határos.

## Népesség
A település népességének változása:
| Lakosok száma | 181  | 173  | 172  | 181  | 229  | 240  | 243  | 244  | 242  | 239  |
|               | 1968 | 1982 | 1990 | 2006 | 2013 | 2015 | 2017 | 2019 | 2020 | 2022 |